# Renata Emilija Bareikienė
Renata Emilija Bareikienė (ur. 10 listopada 1939 w Klausučiai koło Birżów) – litewska fizyk i działaczka religijna, przewodnicząca Litewskiego Konsystorza Ewangelicko-Reformowanego. 

## Życiorys
W 1961 roku ukończyła studia na Wileńskim Uniwersytecie Państwowym. Od 1968 do 1992 roku zatrudniona jako współpracownik naukowy Instytutu Fizyki Półprzewodników. W 1990 roku obroniła pracę kandydacką w Instytucie Chemii Wydziału Uralskiego Akademii Nauk ZSRR z dziedziny fizyki i matematyki pt. V2O5–Ag2O ir V2O5–MO3 sistemų elektrinis laidumas. 
Po 1992 roku podjęła współpracę z Litewską Radą Nauki. Jest autorką książki poświęconej profesorowi Vytautasowi Bareice. 
Zaangażowana w działalność religijną litewskich protestantów, od 2007 roku pełniła urząd przewodniczącej Konsystorza Kościoła Ewangelicko-Reformowanego.